# Čubura, Merošina
Čubura (izvirno srbsko Чубура) je naselje v Srbiji, ki upravno spada pod Občino Merošina; slednja pa je del Niškega upravnega okraja.

## Demografija
V naselju, katerega izvirno (srbsko-cirilično) ime je Чубура, živi 80 polnoletnih prebivalcev, pri čemer je njihova povprečna starost 44,3 let (39,9 pri moških in 48,9 pri ženskah). Naselje ima 36 gospodinjstev, pri čemer je povprečno število članov na gospodinjstvo 2,67.
To naselje je, glede na rezultate popisa iz leta 2002, večinoma srbsko, a v času zadnjih 3 popisov je opazen porast števila prebivalcev.
|  |

| Demografija | Demografija     | Demografija     |
| Leto        | Št. prebivalcev | Št. prebivalcev |
| ----------- | --------------- | --------------- |
|             |                 |                 |
|             |                 |                 |
|             |                 |                 |
|             |                 |                 |
| 1948        | 182             |                 |
| 1953        | 192             |                 |
| 1961        | 177             |                 |
| 1971        | 162             |                 |
| 1981        | 110             |                 |
| 1991        | 90              | 90              |
| 2002        | 98              | 96              |
|             |                 |                 |

| Etnična sestava po popisu iz leta 2002 | Etnična sestava po popisu iz leta 2002 | Etnična sestava po popisu iz leta 2002 | Etnična sestava po popisu iz leta 2002 | Etnična sestava po popisu iz leta 2002 |
| -------------------------------------- | -------------------------------------- | -------------------------------------- | -------------------------------------- | -------------------------------------- |
| Srbi                                   | Srbi                                   |                                        | 91                                     | 94,79%                                 |
| Muslimani                              | Muslimani                              |                                        | 1                                      | 1,04%                                  |
| Neznano                                | Neznano                                |                                        | 3                                      | 3,12%                                  |